# Timothy Dolan
Timothy Michael Dolan (Saint Louis, 1950. február 6. –) amerikai római katolikus pap, a New York-i főegyházmegye érseke, bíboros. 2010 és 2013 között az Egyesült Államok Katolikus Püspöki Konferenciájának elnöke volt.

## Életrajz

### A kezdetek
Öt gyermek közül a legidősebb, Timothy Dolan 1950. február 6-án született a Missouri állambeli Saint Louisban, Robert (1925-1977) és Shirley Dolan (1928-2022) gyermekeként. Apja repülőgép-mérnök volt, aki a McDonnel Douglas-nál padlófelügyelőként dolgozott. Timothy Dolannak két fiútestvére, akik közül az egyik, Bob Dolan, egykori rádiós talk-show műsorvezető, és két nővére van. A család később a Missouri állambeli Ballwinba költözött, ahol a Holy Infant plébániára jártak.
Dolan már fiatal korától kezdve erős érdeklődést mutatott a papság iránt, egyszer azt mondta: „Nem emlékszem olyan időre, amikor nem akartam pap lenni.” Gyermekként úgy tett, mintha misézne.
Dolan 1964-ben lépett be a Missouri állambeli Shrewsburyben található Saint Louis Preparatory Seminarybe. Később a shrewsburyi Cardinal Glennon College-ben szerzett filozófiai bakkalaureátust. John Carberry bíboros ezután Dolant tanulmányai idejére a római Pápai Észak-Amerikai Kollégiumba küldte. Dolan 1976-ban a római Aquinói Szent Tamás Pápai Egyetemen szerzett teológiai licenciátust.

### Papság
Dolant 1976. június 19-én szentelte pappá a Holy Infant templomban a Saint Louisi főegyházmegye szolgálatára Edward O’Meara segédpüspök. Az 1976-os felszentelése után a főegyházmegye Dolant a Shrewsbury-i Curé of Ars plébániára és a Richmond Heights-i Immacolata plébániára osztotta be segédlelkésznek.
1979-ben a főegyházmegye Washingtonba küldte Dolant, hogy megkezdje doktori tanulmányait az Amerikai Katolikus Egyetemen John Ellis atya vezetésével, az Egyesült Államok katolikus történelmére koncentrálva. Dolan doktori disszertációjának középpontjában Edwin O’Hara kansas city-i püspök állt; végül könyv formájában jelent meg. Miután Dolan 1983-ban visszatért Missouriba, a főegyházmegye a következő négy évre plébániákon végzett lelkipásztori szolgálatra osztotta be. Ez idő alatt együttműködött John L. May érsekkel az érseki szeminárium reformjában.
1987-ben a Vatikán kinevezte Dolant a washingtoni apostoli nunciatúra titkárává, aki az amerikai egyházmegyékkel való kapcsolattartást szolgálta. Dolan 1992-ben hagyta el Washingtont, miután John May érsek kinevezte őt a Kenrick-Glennon Szeminárium rektorhelyettesévé. A szeminárium spirituálisaként is szolgált és katolikus történelmet tanított. Dolan a Saint Louis-i St. Louis Egyetem teológiai adjunktusaként is dolgozott.

### A Pápai Észak-Amerikai Kollégium rektora
Dolan 1994-ben visszatért Rómába, miután az Egyesült Államok Katolikus Püspöki Konferenciája (USCCB) kinevezte őt a Pápai Észak-Amerikai Kollégium rektorává. Rómában töltött időszaka alatt kiadta a Papok a harmadik évezredre című könyvét, és tanított a Gregoriana Pápai Egyetemen és az Aquinói Szent Tamás Pápai Egyetemen. II. János Pál pápától 1994-ben megkapta a monsignore címet.

### Saint Louis segédpüspöke
II. János Pál pápa 2001. június 19-én Dolant a Saint Louis-i egyházmegye segédpüspökévé és Natchesium címzetes püspökévé nevezte ki. Püspökké szentelte 2001. augusztus 15-én Justin Rigali érsek, Joseph Naumann és Michael Sheridan püspökök társszentelésével. Dolan püspöki jelmondatául választotta: Ad quem ibimus, azaz „Uram, kihez menjünk?” (Jn 6,68).

### Milwaukee érseke
2002. június 25-én II. János Pál pápa kinevezte Dolant a Milwaukeei főegyházmegye tizedik érsekévé. Beiktatására 2002. augusztus 28-án került sor a milwaukeei Szent János Evangélista székesegyházban. Dolan azt mondta, hogy kihívást jelentett számára és kísértette a milwaukeei szexuális visszaélési botrány, amely a hivatali ideje alatt tört ki. A WTAQ rádióállomás hírei szerint „Egy ügyvéd szerint legalább 8000 gyereket zaklatott szexuálisan több mint 100 pap és más elkövető a főegyházmegyében.”
Dolan különös érdeklődést tanúsított a papok és a hivatások iránt és érseki hivatali ideje alatt nőtt a szemináriumi beiratkozások száma. 2002 szeptemberében egy szabadtéri misén Dolan rövid időre „sajtfejű” sapkát viselt prédikációja alatt a Green Bay Packers futballcsapat előtt tisztelegve. Milwaukeei tartózkodása alatt írta a Called to Be Holy (2005) és a To Whom Shall We Go? Lessons from the Apostle Peter (2008) című könyveit, és testvérével közösen vezette a Living Our Faith című televíziós műsort.

### Green Bay apostoli kormányzója
2007. szeptember 28-án XVI. Benedek pápa kinevezte Dolant a Green Bay-i egyházmegye apostoli kormányzójává. Apostoli kormányzói megbízatása 2008. július 9-én ért véget, amikor a pápa David L. Ricken püspököt nevezte ki Green Bay következő püspökévé.

### New York érseke

#### Érseki kinevezés és beiktatás
2009. február 23-án XVI. Benedek pápa kinevezte Dolant a New York-i főegyházmegye tizedik érsekévé. Dolan Edward Egan bíboros utódja lett, aki 2007-ben elérte a prelátusok számára kötelező 75 éves nyugdíjkorhatárt.
Dolan szerint Pietro Sambi apostoli nuncius telefonon értesítette őt New York-i kinevezéséről „kilenc-tíz nappal” a hivatalos bejelentés előtt. Dolan elmondta, hogy amikor kinevezték a Saint Louis-i egyházmegye segédpüspökévé és a Milwaukeei főegyházmegye érsekévé, telefonon közölték vele, hogy a pápa (II. János Pál) „szeretné, ha [ő] elvállalná” a posztokat. Ezzel szemben Sambi azt mondta Dolannak, hogy „a pápa (XVI. Benedek) nevezte ki [őt]” New Yorkba, így Dolannak nem sok más választása maradt, mint elfogadni azt.

Dolan New York-i érseki kinevezése előtt megfigyelők többször is Egan lehetséges utódjaként emlegették. Dolan azonban lekicsinyelte ezeket a spekulációkat, mondván:
„Bármikor, amikor valamilyen nagyszabású esemény nyílik, amit Washingtonban, Baltimoreban, Detroitban, most pedig New Yorkban láttunk, valamiért mindig felmerült a nevem. Ez hízelgő.”
John L. Allen Jr., a National Catholic Reporter vatikáni tudósítója megjegyezte, hogy XVI. Benedek Dolan kinevezésével követte azt a mintát, hogy olyan prelátusokat választott, „akik alapvetően konzervatívak mind politikájukban, mind teológiájukban, de ugyanakkor derűs, pasztorális, párbeszédre hajlamos személyiségek.”
Beiktatása előtt az Associate Pressnek adott interjújában Dolan ígéretet tett arra, hogy szembeszáll azokkal az állításokkal, amelyek szerint a katolikus egyház felvilágosulatlan, mivel ellenzi az azonos neműek házasságát és a nők abortuszhoz való jogát. Dolan azt mondta, hogy reméli, hogy újraépíti a bizalmat a katolikusok körében, akik kiábrándultak az egyházból a szexuális visszaélési botrányok után; ezeket a botrányokat „a szégyen folyamatos forrásának” nevezte.
Dolant 2009. április 15-én iktatták be New York érsekévé a Szent Patrik-székesegyházban. A 19. századi elődje, John Hughes érsek által használt mellkeresztet viselte. Tizenegy bíboros és számos New York-i választott tisztségviselő vett részt a szertartáson. Dolan 2009. június 29-én, a Szent Péter-bazilikában tartott szertartáson kapta meg XVI. Benedektől a palliumot, a metropolita érsek által viselt liturgikus ruhadarabot.

#### Iskolák és plébániák bezárása
Nem sokkal New Yorkba érkezése után Dolan két „stratégiai tervezési” folyamatot felügyelt a főegyházmegye iskoláinak és plébániáinak hasznosítására. A 2009 és 2013 között tartott „Pathways to Excellence” az általános iskolákat, a „Making All Things New” 2010 és 2015 között pedig a plébániákat vizsgálta. Mint sok más amerikai egyházmegyében, Dolan több tucatnyi alulhasznosított iskolát zárt be, és plébániákat is megszüntetett és egyesített, mivel évtizedek óta tartó tendencia a lakosság elvándorlása, a növekvő kiadások, a csökkenő látogatottság és a csökkenő papság.
Dolan az USCCB elnökévé történő megválasztásáig a Katolikus Segélyszervezet igazgatótanácsának elnökeként szolgált, és ebben a minőségében Etiópiában és Indiában is járt. Ezenkívül tagja volt az Amerikai Katolikus Egyetem kuratóriumának.

#### Apostoli vizitációk
Dolan volt az ír szemináriumok apostoli vizitátora a szexuális visszaélésekről szóló Ryan- és Murphy-jelentések 2009-es közzétételét követő írországi apostoli látogatás részeként. Dolan tagja volt annak a csapatnak, amelynek tagja volt Cormac Murphy-O’Connor bíboros, Westminster nyugalmazott érseke, Séan Patrick O’Malley bostoni bíboros, Thomas Christopher Collins torontói érsek és Terrence Prendergast ottawai érsek. Megállapításaikról 2012-ben számoltak be XVI. Benedek pápának.
2011. január 5-én Dolant kinevezték az újonnan létrehozott Új Evangelizáció Pápai Tanácsa tagjává.
2011-ben a Vatikán kérésére Dolan vezette a Pápai Ír Kollégium, a Rómában tanuló ír szeminaristák és papok szemináriumának vizitációját. A 2012-es jelentése erősen kritikus volt a kollégiummal szemben. Azt mondta, hogy „a szeminaristák nyugtalanítóan jelentős része negatívan értékelte a ház légkörét.” A jelentés szerint a személyzet „kritikusan viszonyult a Rómára, a hagyományra, a tanítóhivatalra, a jámborságra vagy az asszertív ortodoxiára helyezett hangsúlyokhoz, míg a hallgatók lelkesednek ezekért a jellemzőkért.” A jelentés azt is kimondta: „Az apostoli vizitátor a teológiai képzésben »egyházellenes elfogultságot« állapított meg és hallott a diákoktól.”
Dolan jelentése azt javasolta, hogy a kollégium végezzen személyzeti változtatásokat. „Ennek eredményeképpen a kollégium három munkatársat visszahelyezett Írországba, egy negyedik pedig felmondott.” A négy ír érsek (Seán Brady bíboros, Darmuid Martin érsek, Michael Neary érsek és Demot Clifford érsek) reagált a jelentésre, mondván, hogy „úgy tűnik, hogy mély előítélet színezte a látogatást, és kezdettől fogva ez vezetett a jelentés ellenséges hangvételéhez és tartalmához.”

#### Jelenlegi tevékenységek
2011. december 29-én Dolant ötéves, megújítható időszakra a Tömegkommunikáció Pápai Tanácsa tagjává nevezték ki, valamint 2011. április 21-én kinevezték a Keleti Egyházak Kongregációja tagjává.
2012. január 24-én Dolan vallási zarándoklatra ment Izraelbe és Ciszjordániába, ahol találkozott a jeruzsálemi latin pátriárkával, Fouad Twallal. 2013. november 30-án Ferenc pápa Dolant a Tanulmányi Intézetek Katolikus Nevelésügyi Kongregációja tagjává nevezte ki.
2014. szeptember 3-án Dolan elutasította a Peoriai egyházmegye kérését, hogy megkaphassa Fulton Sheen érsek földi maradványait, aki 1979-ben bekövetkezett halála óta a Szent Patrik-székesegyházban volt eltemetve. Az egyházmegye beperelte az érsekséget, arra hivatkozva, hogy a maradványok jogai az övéi. 2016. november 17-én Arlene Bluth bíró, New York állam legfelsőbb bíróságának tagja elrendelte, hogy az érsekség szállítsa át a maradványokat Peoriába.
2014. szeptember 13-án Dolant a Népek Evangelizálása Kongregáció tagjává nevezték ki.
Dolan 2015-ben zarándoklatot tett az írországi Knockban lévő Knock-kegyhelyre. 2017. május 13-án gyászmisét celebrált, amikor John Curry-t, a Knocki jelenés legfiatalabb szemtanúját újratemették az alsó-manhattani St. Patrick’s Old Cathedral temetőban, miután egy Long Island-i jelöletlen sírból kihantolták. Donald Trump amerikai elnök 2017. január 20-i beiktatásán Dolan mondta az első áldást. Az ő invokációja tartalmazta Salamon király imáját a Bölcsesség Könyvéből.
Dolan végezte 2020 augusztusában a 2020-as republikánus nemzeti konvenció nyitó imáját. 2023 februárjában Dolan bejelentette, hogy az érsekség bezár 12 iskolát, amelyek nem álltak helyre anyagilag a Covid-19 világjárvány után.
2024. április 13-án, egy jeruzsálemi látogatás során Dolan és kísérete kénytelen volt fedezékbe vonulni, mert iráni rakétatámadás érte a várost. A támadás válasz volt egy április 1-jei támadásra. Izrael légicsapást mért a szíriai Damaszkuszban lévő iráni konzulátusra. Dolan csoportjából senki sem sérült meg. Dolan 2024. október 1-jén bejelentette, hogy az érsekség beperli biztosítóját, a Chubb Groupot, amiért az állítólag nem fizette ki a szexuális visszaélési botránnyal kapcsolatos biztosítási igényeket.

#### USCCB
Az USCCB-n belül Dolan a Papi Élet és Szolgálat Bizottság elnöke és tagja az Afrikai Egyházzal foglalkozó albizottságnak. 2007 novemberében elvesztette az USCCB alelnöki választását, mivel Gerald Kicanas püspök 22 szavazattal többet szerzett.
Dolant 2010. november 16-án választották meg az USCCB elnökévé, ezzel ő lett az első New York-i prelátus, aki ezt a tisztséget betöltötte. Dolan Francis George bíborost váltotta, aki nem indult az újraválasztáson. A 128:111 arányú szavazáson Dolan legyőzte Kicanast és nyolc másik jelöltet, és ezzel megnyerte a hároméves megbízatást. Dolan két nappal később lépett hivatalba, és 2013. november 12-ig töltötte be az elnöki tisztséget.

### Bíboros
Dolant a 2012. február 18-i konzisztóriumon emelte bíborosi rangra XVI. Benedek pápa. A konzisztóriumot megelőző napon Dolan a pápához és a Bíborosi Kollégiumhoz szólt a hit terjesztéséről a szekularizált világban. A római Nostra Signora di Guadalupe a Monte Mario-templomot jelölték ki címtemplomául, ezzel 1946 óta ő lett az első New York-i érsek, akinek nem a Santi Giovanni e Paolo al Celio-bazilikát jelölték ki címtemplomul, mivel azt még elődje, Egan bíboros birtokolta.
Miután XVI. Benedek bejelentette, hogy egészségi állapota miatt 2013. február 28-i hatállyal visszavonul pápai tisztségéből, a sajtó Dolan bíborost papabilenek, Benedek pápa lehetséges utódjának tartotta.

## Nézetei

### Mesterséges fogamzásgátlás
2012 februárjában Dolan bírálta az Obama-kormányzat által életbe léptetett fogamzásgátló mandátumot, amely előírja a munkavállalók egészségbiztosítását kínáló munkáltatók számára, hogy a mesterséges fogamzásgátlás legalább egy formáját biztosítsák női alkalmazottaik számára. Egy televíziós CBS-interjúban Dolan azzal vádolta a szövetségi kormányt, hogy arra kényszeríti a katolikus szervezeteket, hogy biztosítsanak fogamzásgátló fedezetet, annak ellenére, hogy ez ellentétes a katolikus tanítással.
2012 márciusában az adminisztráció úgy módosította a szabályt, hogy a biztosítóknak, nem pedig a munkáltatóknak kell biztosítaniuk a születésszabályozási fedezetet a munkavállalók számára, Dolan azt mondta, hogy az „első döntés egy szörnyen elhibázott döntés volt”, és hogy a márciusi módosítás „egy első lépés.”

### Faji és rendőrségi kérdések
2020. június 2-án Dolan a podcastjában beszélt a minneapolisi George Floyd és a georgiai Ahmaud Arbery 2020-as meggyilkolását, valamint a Louisville-i Breonna Taylor 2020-as lelövését követő tüntetésekről és rendőri intézkedésekről. Ebben az interjúban megpróbált a tüntetőkkel és a rendőrökkel is beszélni. Azt állította, hogy a rendőrök többnyire jó emberek, és a papokhoz hasonlította őket. Azt is mondta, hogy a tüntetőknek fontos üzenete van. Dolan ezután azt mondta, hogy a fekete életek számítanak, és ezt a kijelentést összekapcsolta a „minden élet számít” és a „rendőrök élete számít” kijelentésekkel.
Egy 2020. június 28-i Wall Street Journal véleménycikkben Dolan az amerikai történelmi személyiségek szobrainak eltávolítása ellen érvelt, mert rabszolgatartók voltak, vagy az amerikai polgárháború oldalán a Konföderáció oldalán harcoltak. Dolan azt mondta: „Ha csak a múlt tökéletes, szent embereit tiszteljük, akkor azt hiszem, csak a kereszt maradna. És egyesek azt is betiltanák.”

A New York Post 202-as véleménycikkében Dolan a New York-i rendőrség úgynevezett démonizálásának megszüntetésére szólított fel. Azt mondta:
„... a legélesebb dorgálást.” George Floyd minneapolisi rendőr általi meggyilkolásával kapcsolatban „a találd ki, ki? Azoktól a rendőröktől, akikkel New York járdáin beszélgetek.” Azt írta, hogy „egy nemrégiben a közösségi aktivistákkal tartott találkozón az egyik fekete vezető emlékeztetett minket: »Ne jöjjenek nekem ezzel a ’szabaduljatok meg a zsaruktól’ dumával! A Madison Avenue-n vagy a Park Avenue-b talán nincs szükségetek a rendőrségre. Nekünk Bronxban viszont igen!«”

### Erkölcsi kérdések
2009 novemberében Dolan aláírta a Manhattan Declarationt, egy kiáltványt, amelyet konzervatív keresztény csoportok terjesztettek az Egyesült Államokban. A nyilatkozat felszólította a keresztényeket, hogy polgári engedetlenséget tanúsítsanak az azonos neműek házasságát és a nők abortuszhoz való jogát engedélyező törvények ellen.

### LMBTQ
2017 októberében John O’Hara segédpüspök Dolan nevében eljárva megakadályozta, hogy a New York-i főegyházmegye St. Mary plébániája otthont adjon a Nemzetközi Emberi Jogi Művészeti Fesztiválnak. Ennek oka azt volt, hogy a fesztivál két olyan előadást tervezett, amelyek meleg és transznemű tartalmúak voltak. Miután a főegyházmegye panaszt tett emiatt, a fesztivál igazgatója áthelyezte a rendezvényt egy brooklyni episzkopális templomba.

2023 júniusában az Outreach Catholic, egy LMBTQ katolikus érdekvédelmi csoport konferenciát tartott a Fordham Egyetemen. Ferenc pápa üdvözletét küldte a konferencia résztvevőinek. Az eseményt megelőzően Dolan levelet küldött James Martin atyának, az Outreach vezetőjének, amelyben a következőket írta:
„Az egyház és szolgálattevői szent kötelessége, hogy elérje a periférián élőket, és közelebb hozza őket Jézus Krisztussal és az Ő egyházával való kapcsolathoz. Az önök életfontosságú és fontos szolgálata értékes és szükséges hozzájárulás ehhez az erőfeszítéshez.”

### Háború és halálbüntetés
2009-ben Dolan megvédte 2001-es hallgatását George W. Bush amerikai elnöknek a Notre Dame Egyetemen való megjelenésével kapcsolatban. Néhány katolikus bírálta az akkori Busht a halálbüntetés támogatása miatt. Később sok katolikus elítélte őt az USA 2003-as iraki invázió miatt. Dolan azt mondta:
„Ha Bush elnök olyan álláspontot foglalt volna el abban a két égető kérdésben, amely számomra kellemetlen lenne, nevezetesen a háború és a halálbüntetés kérdésében, akkor meg kell adnom neki a kételyt, hogy ez a két kérdés megvitatható, és nem eredendően gonosz. A katolikus gondolkodásmódban ez nem vonatkozna az abortuszra.”

### Szexuális visszaélési botrány
2002-ben Justin Rigali, Saint Louis érseke megbízta Dolant, hogy vizsgálja ki a főegyházmegyében szexuális visszaéléssel vádolt papokat. Dolan beszélt a plébániák tagjaival, az áldozatokkal és a médiával a botrányokról, és felkérte az áldozatokat, hogy állításaikkal jelentkezzenek. Az áldozatokkal való találkozásairól Dolan azt mondta: „lehetetlen eltúlozni a helyzet súlyosságát, és a szenvedést, amit az áldozatok éreznek, mert az elmúlt négy hónapot azzal töltöttem, hogy velük voltam, velük sírtam, hogy kifejezték nekem hangjukat.” A bántalmazó papok nyilvános szolgálatból való elbocsátása feldühített néhány plébánost, akik „boszorkányüldözésnek” ítélték a vizsgálatot.
Joseph Ratzinger bíborosnak írt 2003-as levelében Dolan azt kérte, hogy a Vatikán gyorsítsa fel azon papok laicizálását, akik szerinte „könyörtelenek és komoly veszélyt jelentenek a gyermekekre.” A levélben Dolan azt írta: „Ahogy az áldozatok szerveződnek és egyre nyilvánvalóbbá válnak, a valódi botrány lehetősége nagyon is valós.”
2012 májusában a The New York Times felfedte, hogy a Milwaukeei főegyházmegye, amelyet akkor Dolan vezetett, akár 20 000 dollárt is fizetett néhány visszaélő papnak, hogy azonnal mondjanak le a papságról, ahelyett, hogy megvárnák, amíg a Vatikán laicizálja őket. Az érsekség megjegyezte, hogy ezek a papok, akiket mind felfüggesztettek a nyilvános szolgálatból, még mindig teljes fizetést kaptak, és ezt laicizálásukig továbbra is így fogják tenni. Ráadásul ezek a kifizetések motiválják őket, hogy ne elégedjenek meg azzal, hogy lefokozzák őket; Dolan korábban „hamisnak, abszurdnak és igazságtalannak” nevezte azokat a vádakat, amelyek szerint „kenőpénzeket” adott a megvádolt papoknak.
2011-ben Dolan köszönetet mondott Bill Donohue-nak, a Katolikus Liga konzervatív csoport vezetőjének egy sajtóközleményért, amelyet a New York-i főegyházmegye honlapján is közzétettek. A közleményben Donohue elítélte a papok által bántalmazottak túlélőinek hálózatát, mint „hamis áldozati csoportot”. A SNAP korábban már kritizálta Dolant.
2013 júliusában a Milwaukeei főegyházmegye csődeljárása során nyilvánosságra hoztak dokumentumokat. Ezekből kiderült, hogy Dolan, Milwaukee akkori érseke 2007-ben engedélyt kért a Vatikántól, hogy 57 millió dollárnyi egyházi pénzt megvédjen az áldozatok pereitől. A levélben Dolan azt írta: „Azzal, hogy ezeket a vagyontárgyakat a trösztbe helyezzük át, előreláthatólag jobban megvédjük ezeket az alapokat minden jogi követeléstől és felelősségtől.” Dolan korábban tagadta, hogy vagyonokat árnyékolna a kártérítést követelő, gyermekekkel szembeni szexuális visszaélések áldozatai elől, és a vádakat „régi és hiteltelenített” és „mellébeszélésnek” nevezte. A Vatikán öt héttel később jóváhagyta Dolan 2007-es kérelmét.

2018 szeptemberében, a pennsylvaniai egyházmegyékben történt szexuális visszaélésekről és az ellenük felhozott szexuális visszaélési vádakról szóló pennsylvaniai nagy esküdtszéki jelentés augusztusi közzététele után Theodore McCarrick bíboros, a CNN egyik interjújában megkérdzték Dolant, hogy szerinte a homoszexualitás okozza-e a kiskorúakkal szembeni szexuális visszaéléseket a papság részéről. Erre ő így válaszolt:
„Nem hiszem, hogy ez az egyetlen oka. Az egyetlen gyökere a tisztaság, az erény hiánya. Ez nem a jobb- vagy baloldalról szól. Nem a melegekről vagy a heretokról van szó. Ez a helyes és a helytelen kérdés.”
2019-ben a Washington Post arról számolt be, hogy Dolan, néhány más amerikai prelátussal együtt, jelentős készpénzes ajándékokat kapott Michael J. Bransfield püspöktől, amelyeket a Wheeling-Charlestoni egyházmegye tulajdonában lévő befektetésekből vett át. Bransfield szexuális visszaélések és sikkasztás vádja miatt lemondott, és később a Vatikán arra kényszerítette, hogy térítse meg az egyházmegye kárát. Dolan soha nem kommentálta ezt a vádat.

### Terrorizmus
2009 áprilisában Dolan meglátogatta a Ground Zerót, a 2001. szeptember 11-i, a World Trade Center elleni terrortámadások helyszínét Manhattanben. Dolan elmondta ugyanazt az imát, amelyet XVI. Benedek 2008-as New York-i látogatása során mondott ott, kommentálva,
„Soha nem fogjuk abbahagyni a sírást. De ez szeptember 12-ről os szól, és minden megújulásról, újjáépítésről, reményről, szolidaritásról és együttérzésről, ami ezt a nagyszerű közösséget szimbolizálja.”

### Levél a bíborosoknak
Az NCR jelentése szerint 2020 júliusában az Ignatius Press elküldte a The Next Pope: The Office of Peter and a Church in Mission című George Weigel konzervatív szerzőtől származó könyv példányait mind a 222 bíborosnak. A kiadó mellékelte Dolan levelének másolatát, amelyben az áll: „Hálás vagyok az Ignatius Pressnek, amiért a Bíborosi Kollégium számára elérhetővé tette ezt a fontos elmélkedést az egyház jövőjéről.”
Egyes bíborosok ezt az 1996-os Universi Dominici Gregis apostoli konstitúció megsértésének tekintették, amelyben II. János Pál „megtiltja, hogy bárki, még ha bíboros is, a pápa életében és a pápával való konzultáció nélkül terveket készítsen utódjának megválasztására vonatkozóan.” Dolan korábban kritikusan nyilatkozott arról, ahogyan Ferenc pápa megszervezte a 2015-ös családszinódust.
A könyvével kapcsolatos kritikákra válaszolva Weigel kijelentette, hogy: „... egyetlen mondatot sem tartalmaz egy jövőbeli konklávéról. Egyetlen lehetséges jelöltet sem nevez meg, és semmilyen konklávé-stratégiáról nem esik szó. A könyv egy elmélkedés a péteri hivatal jövőjéről egy olyan egyházban, amelyet Ferenc pápa »állandóan misszióban lévőnek« nevezett. Pont.”